# 1903 en droit
Cet article présente les faits marquants de l'année 1903 en droit.

## Événements

### Mars
- 22 mars : le gouvernement cubain abandonne l'entrée de la baie de Guantánamo aux Américains qui y installent une base militaire.

### Février
- 14 février[1] : création d’un « Bureau of Corporations » habilité à surveiller les combinaisons industrielles
- 19 février : loi Elkins (Elkins Act). Roosevelt s’attaque à la pratique des « ristournes » discriminatoires des compagnies de chemins de fer, dont les tarifs n’ont cessé d’augmenter depuis 1900, en dépit de la concentration financière.
- 26 février, Empire russe : manifeste impérial proclamant l’immutabilité du lot communal, mais aussi le droit des paysans de créer des tenures extérieures.

### Mars
- 3 mars : modification des lois sur l’immigration aux États-Unis. Il faudra désormais payer une taxe pour entrer sur le territoire américain. Les « anarchistes » sont refoulés à la frontière.

### Mai
- 4 mai : loi martiale en Macédoine à la suite d’attentats commis par les comités de l’Organisation révolutionnaire intérieure macédonienne (Comitadjis).

### Juin
- 2 juin, Empire russe : loi sur la responsabilité de l’employeur dans les accidents du travail.
- 30 juin : une commission d’enquête gouvernementale témoigne des mauvais traitements infligés aux Noirs dans le Sud des États-Unis.

### Décembre
- 3 décembre : le parlement norvégien repousse à l’unanimité le droit de vote pour les femmes.